# Gibbicepheus elevatus
Gibbicepheus elevatus är en kvalsterart som beskrevs av Balogh 1958. Gibbicepheus elevatus ingår i släktet Gibbicepheus och familjen Carabodidae. Inga underarter finns listade i Catalogue of Life.